# Bilder einer Ausstellung

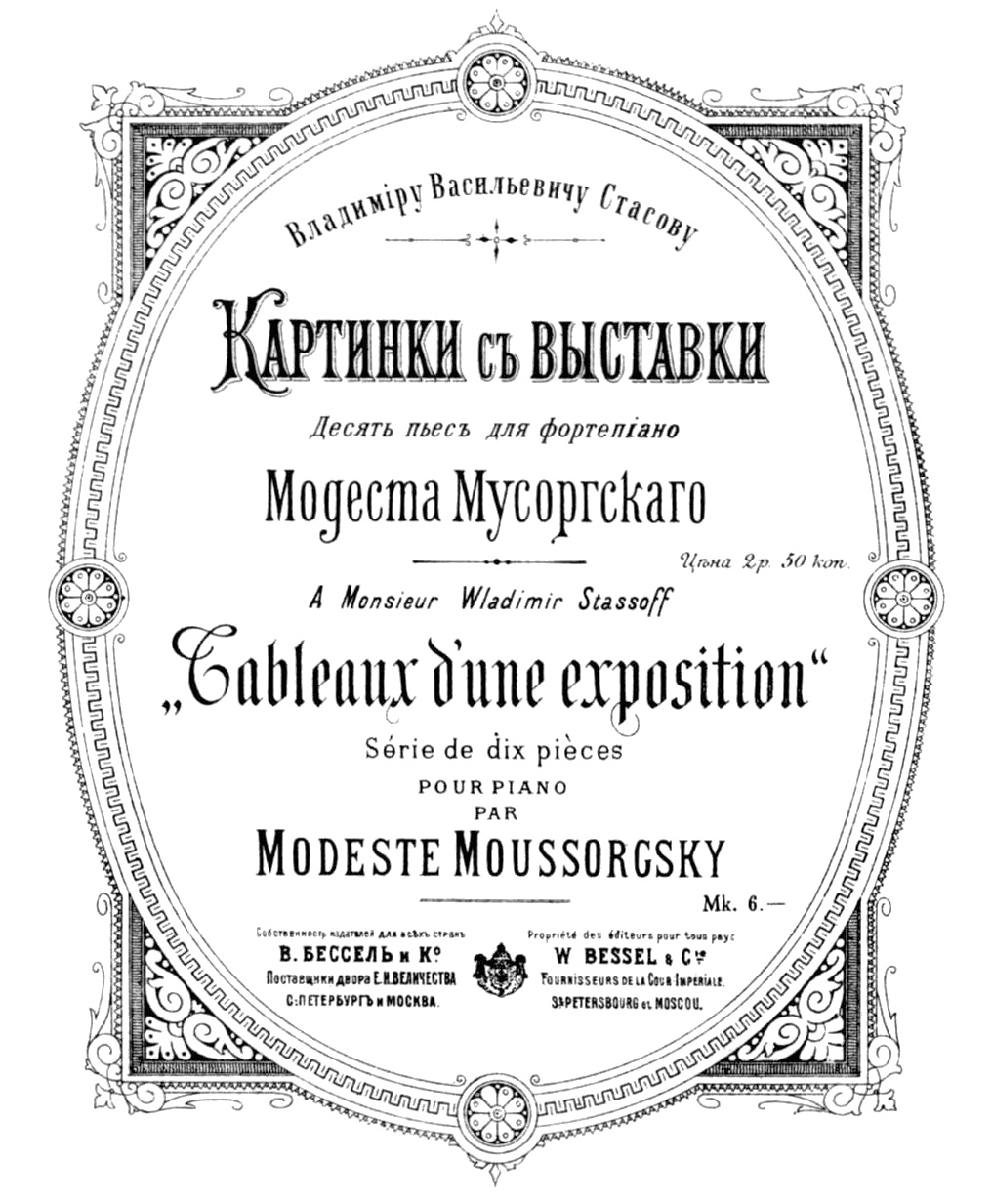
Deckblatt der ersten Ausgabe (1886)

Bilder einer Ausstellung (russisch „Картинки с выставки“ – Воспоминание о Викторе Гартмане, transkribiert Kartinki s wystawki – wospominanije o Wiktore Gartmane) ist ein Klavierzyklus von Modest Mussorgski aus dem Jahre 1874, der als ein Musterbeispiel für Programmmusik gesehen wird.
Die einzelnen Sätze beschreiben Gemälde und Zeichnungen seines im Jahr zuvor gestorbenen Freundes Viktor Hartmann, die Mussorgski auf einer Gedächtnisausstellung gesehen hatte. Das Werk entstand auf Anregung eines gemeinsamen Freundes, des Kunstkritikers Wladimir Stassow. Er war auch an der Namensgebung der Stücke beteiligt und ihm wurde der Zyklus gewidmet.
Der Reichtum der Klangfarben regte schon früh andere Komponisten an, das Werk auch für Orchester und andere Instrumentalbesetzungen zu bearbeiten. Die bekannteste Bearbeitung ist die von Maurice Ravel.

## Sätze
Die folgende Tabelle zeigt zehn Bilder.
In der linken Spalte sind die Originaltitel notiert, daneben steht der deutsche Titel bzw. die direkte Übersetzung.
In der rechten Spalte finden sich alternative Bezeichnungen der Sätze.
|       | Originaltitel                                   | deutsche Übersetzung                          | Alternativtitel (Anmerkungen)             |
| ----- | ----------------------------------------------- | --------------------------------------------- | ----------------------------------------- |
|       | Promenade                                       |                                               |                                           |
| I.    | Gnomus                                          | Der Gnom                                      |                                           |
|       | (Promenade)                                     |                                               | (im Original steht kein Titel)            |
| II.   | Il vecchio castello                             | Das alte Schloss                              |                                           |
|       | (Promenade)                                     |                                               | (im Original steht kein Titel)            |
| III.  | Tuileries (Dispute d'enfants après jeux)        | Die Tuilerien (Spielende Kinder im Streit)    |                                           |
| IV.   | Bydło                                           | Der Ochsenkarren                              |                                           |
|       | (Promenade)                                     |                                               | (im Original steht kein Titel)            |
| V.    | Балет невылупившихся птенцов                    | Ballett der unausgeschlüpften Küken           | Ballett der Küchlein in ihren Eierschalen |
| VI.   | „Samuel“ Goldenberg und „Schmuÿle“              | „Samuel“ Goldenberg und „Schmuyle“            |                                           |
|       | Promenade                                       |                                               | (entfällt in Ravels Fassung)              |
| VII.  | Limoges. Le marché (La grande nouvelle)         | Limoges. Der Marktplatz (Die große Neuigkeit) | Der Marktplatz von Limoges                |
| VIII. | Catacombae (Sepulcrum romanum)                  | Die Katakomben (Römische Gruft)               |                                           |
|       | Cum mortuis in lingua mortua                    | Mit den Toten in einer toten Sprache          | (eine Version der Promenade)              |
| IX.   | Избушка на курьих ножках (Баба-Яга)             | Die Hütte auf Hühnerfüßen (Baba-Jaga)         | Die Hütte der Baba-Jaga                   |
| X.    | Богатырские ворота (В стольном городе во Киеве) | Das Heldentor (in der alten Hauptstadt Kiew)  | Das große Tor von Kiew                    |

## Inhaltliche Erläuterung
Das Werk vermittelt den Eindruck eines Rundgangs durch eine Ausstellung von Werken Hartmanns.
- Am Anfang steht die Promenade, die zwischen den nachfolgenden Stücken leicht verändert wiederkehrt. Mussorgski selbst sprach davon, dass die Promenade ihn selbst darstelle, wie er zwischen den Ausstellungsstücken umherwandere, um sie zu betrachten. Die Promenade taucht mehrfach in situationsangepassten Varianten als Überleitung zwischen den Stücken auf.
- Gnomus ist das erste Bild: ein Zwerg, der linkisch auf missgestalteten Beinen herumhüpft. Die Musik schildert unterschiedliche Bewegungsformen des Gnoms: wild zappelnde Gebärden, unterbrochen von stocksteifer Erstarrung, wahnwitzige Sprünge, skurriles Hinken und Stolpern, düster drohendes Schleichen, das von eruptiven Schüttelanfällen unterbrochen wird. Ein Fortissimo-Ausbruch kombiniert das „Schleichmotiv“ mit einer lamentoartigen chromatischen Abwärtsbewegung, so dass der Eindruck eines ebenso bedrohlichen wie schmerzverzerrten Voranquälens entsteht. Vor dem Hintergrund unheimlich schauriger Triller und Läufe in der Bassregion steigert sich das hinkende Stolpern des unglücklich Missgebildeten bis hin zu grell dissonierenden Schreikrämpfen, bevor – nach einer als Schrecksekunde fungierenden Generalpause – der Gnom mit einem bizarren Zickzack-Lauf entschwindet. Dieser Lauf ist übrigens mit seinen beiden Vorschriften con tutta forza (mit aller Kraft) und velocissimo (äußerst geläufig) eine besonders schwierige spieltechnische Herausforderung.
- Il vecchio castello – ‚Das alte Schloss‘ wurde von Stassow ausgeschmückt mit dem Zusatz: „Vor dem ein singender Troubadour steht“. Es handelt sich um eine ruhige Romanze von wehmütigem Charakter (Andantino molto cantabile e con dolore). Die Begleitung sowie das Vorspiel und die Zwischenspiele zwischen den Strophen erinnern an das Spiel einer mittelalterlichen Drehleier mit ihrem durchklingenden Bordun-Bass.
- Tuileries geben das nachmittägliche Bild des berühmten Parks in Paris wieder: tobende Kinder, die von ihren Gouvernanten eindringlich, aber vergeblich ermahnt werden. Die salbungsvollen Worte der Erzieherinnen werden von fröhlichen Einwürfen der nicht zu bändigenden Kinder unterbrochen.
- Bydło bezeichnet im Polnischen das Hornvieh bzw. die Rinder; hier steht der Ausdruck für einen schweren, von Ochsen gezogenen Karren. Schwerfällig und breit kommt er daher; das Stück stellt die monoton rollenden Räder und die dumpf trottenden Schritte der Zugochsen akustisch dar. Obwohl schon von Anfang an fortissimo gespielt werden soll, erfolgt in der Mitte des Stücks eine nochmalige Steigerung durch akkordische Ausweitung des Satzes und die Vorschrift con tutta forza (mit aller Kraft). Gegen Ende wird die Musik immer leiser und leiser (perdendosi): Das seltsame Gefährt verliert sich in der Ferne.
- Ballett der unausgeschlüpften Küken: Hartmanns Bild zeigt einen Kostümentwurf für die Aufführung eines Balletts mit dem Titel Trilby. Die Musik zeichnet mit vielen Vorschlägen und Trillern das Bild von federleichten, quicklebendigen Küken, die vergnügt herumtrippeln, picken und piepsen.
- „Samuel“ Goldenberg und „Schmuÿle“ sind zwei Juden: der eine reich und behäbig, der andere arm und abgerissen. Das Motiv zu „Samuel“ Goldenberg ist dementsprechend breit und gewichtig. Goldenberg „spricht“ mit dröhnendem Bass, die übermäßige Sekunde in der Melodielinie erinnert an die in der jüdischen Musik oft verwendete Freygisch-Tonleiter. Ganz anders „Schmuyle“: Er zeichnet sich durch ein nervtötendes Jammern und Gezeter aus. Die Repetitionen in der rechten Hand sind technisch äußerst anspruchsvoll. Am Ende des Stücks werden beide Motive zusammengeführt: Die linke Hand spielt Goldenberg, die rechte Schmuyle. Der Disput der beiden steigert sich und endet jäh mit der grellen Dissonanz eines übermäßigen Dreiklangs. Die lamentierende chromatische Schlusspassage (con dolore) suggeriert das Bild des offenbar unterlegenen Schmuyle, der wie ein begossener Pudel davonschleicht, während ihm der „Sieger“ noch einige abrupt eingeworfene Drohgebärden hinterherschickt.
- Limoges ist ein Abbild alltäglichen Markttreibens: lebhaftes Gewirr, schreiende Verkäufer, streitende Marktfrauen. Am Ende beschleunigt sich das Tempo der das ganze Stück durchlaufenden Staccato-Bewegung bis hin zu einem wilden Wirbel, der sich mit accelerando nach oben schraubt und dann unvermittelt (attacca) in die Tiefen der im nächsten Bild beschriebenen Katakomben abstürzt.
- Catacombae und Cum mortuis in lingua mortua stellen einen Gang Hartmanns durch die Pariser Katakomben dar. Das Stück hierzu spiegelt eine düstere Stimmung, die angesichts der aufgeschichteten Knochen und Totenschädel in den Katakomben von Paris leicht aufkommen kann. Lang hallende Akkorde erklingen teils mit brutal schockierender Wucht im Fortissimo, teils hallen sie leise und unheimlich aus den geheimnisvollen Tiefen der Gewölbe heraus.

Vor dem Teil Con mortuis in lingua mortua steht im Autograph folgende Notiz Mussorgskis: „Der lateinische Text lautet: mit den Toten in einer toten Sprache. Was besagt schon der lateinische Text? – Der schöpferische Geist des verstorbenen Hartmann führt mich zu den Schädeln und ruft sie an; die Schädel leuchten sanft auf.“ In der Musik scheint Mussorgski selbst die Schädel anzurufen: Vor dem Hintergrund eines schimmernden Tremolos im Diskant erklingt eine Mollvariante des Promenadenthemas abwechselnd in der Mittellage (Anrufung) und in düsterer Bassregion (Antwort aus dem Totenreich). Mit mystisch anmutenden Akkorden verklingt das Stück, eingetaucht in das allgegenwärtige Tremolo, das am Ende allein übrig bleibt und dessen immer leiseres Verklingen – wenn es ohne Löcher und dynamische Ausreißer geschehen soll – ebenfalls zu den pianistischen Problemen zählt, mit denen der gesamte Zyklus reichlich gespickt ist.
- Die Hütte auf Hühnerfüßen: Baba Jaga ist eine Hexe der russischen Volkssage. Sie wohnt in einem dunklen Wald, wo sie ahnungslosen Vorbeikommenden auflauert, sie in ihre Hütte lockt und auffrisst. Ihr Häuschen steht auf Hühnerfüßen, damit es sich mit dem Eingang den Ankommenden zuwenden kann, egal aus welcher Richtung sie kommen. Sie selbst reitet nicht etwa auf einem Besen, sondern auf einem Mörser, den sie mit dem Stößel antreibt. Dessen wuchtiges Stampfen bestimmt den Charakter des wilden Hexenritts, den Mussorgski in den Eckteilen dieses Stücks beschreibt, während im Mittelteil die unheimliche Atmosphäre des Walddickichts beschworen wird. Für die unheimlichen Lockrufe der Hexe verwendet Mussorgski das „Teufelsintervall“ Tritonus.

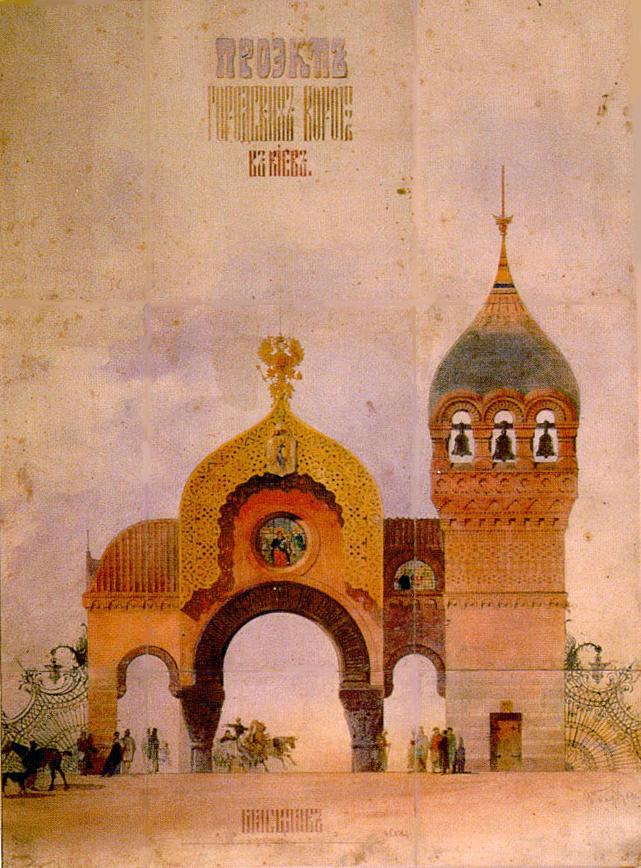
Von Viktor Hartmann stammender, nicht ausgeführter architektonischer Entwurf für ein Kiewer Stadttor mit Glockenturm und einer kleinen Kirche im Innern aus dem Jahre 1869, der den Satz „Das Heldentor (in der alten Hauptstadt Kiew)“ in Modest Mussorgskis Klavierzyklus Bilder einer Ausstellung inspirierte.

- Das große Tor von Kiew bezieht sich auf den zeichnerischen Entwurf Hartmanns für ein Stadttor mit Glockenturm und einer kleinen Kirche im Innern. Durch ein vollgriffiges und durch Bassvorschläge „gewichtig“ gestaltetes Thema beschreibt Mussorgski die majestätische Größe des Tores. Bei einer Wiederholung dieses Themas treten oktavierte Tonleiterfiguren hinzu, die auf die reiche Ornamentik anspielen. Der sakrale Aspekt wird durch zwei eingeschobene Episoden im vierstimmigen Choralsatz angedeutet. Glockenartige Akkorde im Bass schaukeln sich durch Hinzutreten von sukzessive beschleunigten Mittel- und Oberstimmen zu einem reichhaltigen Geläute auf, in dem schließlich quasi apothetisch das Promenadenthema auftaucht. Nach einer weiteren Steigerung erscheint noch einmal das Anfangsthema in einer Form, welche die maximale Klangfülle des Klaviers ausschöpft, ja zu sprengen versucht und das vorangegangene „Glockenläuten“ mit einbezieht. Nach einer erneuten Steigerungspassage, die das Läuten bis zum lärmenden Getöse anschwellen lässt, endet das Stück mit einer monumentalen Apotheose des Hauptthemas und gewaltigen Schlussakkorden.

## Das Verhältnis zu den Bildvorlagen
Ausschlag für Mussorgskis Komposition gab die Gedächtnisausstellung für Viktor Hartmann, die im Februar und März 1874 in der Akademie der Künste in St. Petersburg stattfand. Ob zu allen Sätzen tatsächlich jemals Bildvorlagen existierten oder ob einige der Bilder vielleicht direkt Mussorgskis Phantasie entsprungen sind, ist nicht zuletzt angesichts der schwierigen Quellenlage um Viktor Hartmanns Bilder, von denen viele verschollen sind, nur schwer zu klären. Wassily Kandinsky jedenfalls vertrat die Ansicht, die Musik beschreibe keineswegs „die gemalten Bildchen“. Zu der verbindenden Promenade gibt es keine Bildvorlage; hier charakterisiert Mussorgski einfach das Flanieren in der Ausstellung in wechselnden Stimmungen, in denen das jeweils vorherige Motiv nachwirkt oder das aufkommende seine Schatten vorauswirft.
Nicht zu allen Sätzen der „Bilder einer Ausstellung“ sind auch korrespondierende Bilder Hartmanns erhalten. Nur drei der von Mussorgski vertonten Bilder sind überhaupt in der Ausstellung von 1874 nachzuweisen: das Ballett der unausgeschlüpften Küken (ein Kostümentwurf zu dem Ballett Trilbi des Komponisten Julius Gerber und des Choreographen Marius Petipa), Die Hütte auf Hühnerfüßen (Baba-Jaga) (eine Entwurfszeichnung für eine Bronzeuhr) und Das große Tor von Kiew (ein nicht ausgeführter architektonischer Entwurf). Da die Ausstellung allerdings auch noch nach deren Beginn durch Leihgaben erweitert wurde, ist deren endgültiger Umfang im Nachhinein nicht mehr genau zu ermitteln.
Als Vorlage zu „Samuel Goldenberg“ und „Schmuÿle“ lassen sich zwei getrennte Bleistiftzeichnungen zweier Juden identifizieren, die sich in Mussorgskis Privatbesitz befanden und verschollen sind, von denen aber jeweils eine Variante als Aquarell erhalten geblieben ist.
Ferner existiert noch ein Bild Hartmanns Katakomben von Paris. Ob dieses tatsächlich als Vorlage zu dem Satz Catacombae (sepulc[h]rum romanum) diente, bleibt spekulativ. Ein römisches Grabmal, wie im Titel angegeben, ist auf dem Bild Hartmanns nicht dargestellt.

## Galerie

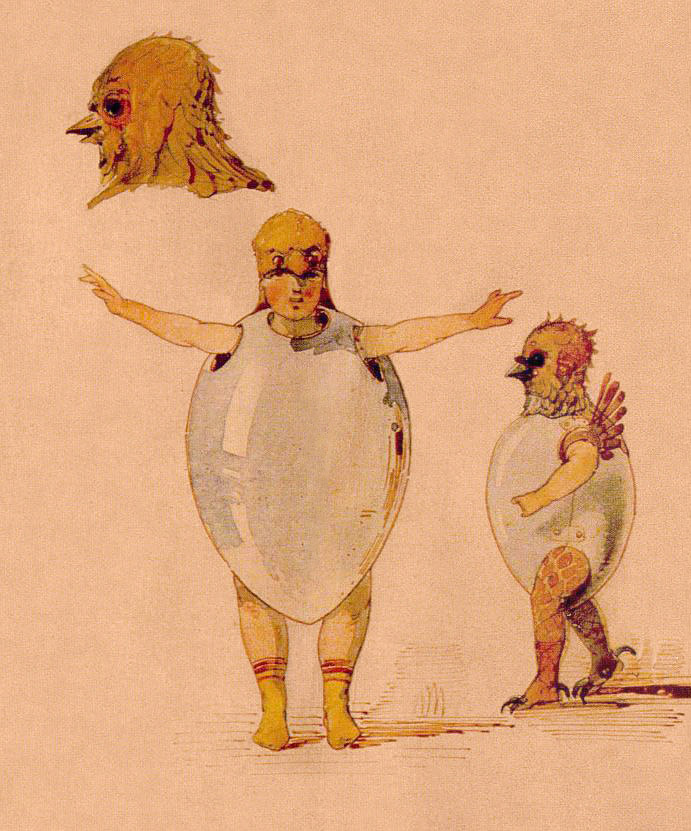
5. Ballett der unausgeschlüpften Küken, Kostümentwurf von Viktor Hartmann
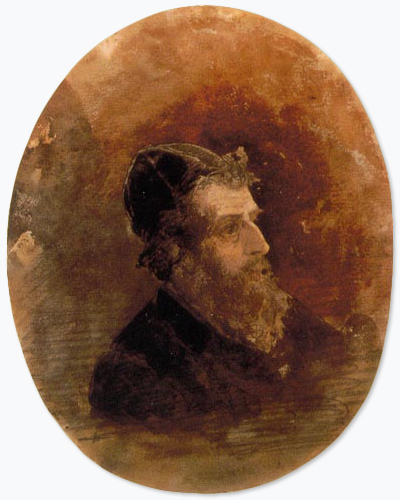
6. a) Der reiche Jude „Samuel Goldenberg“
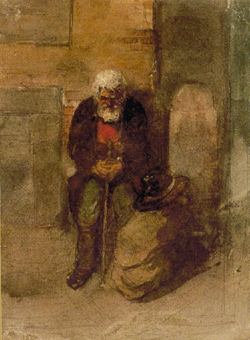
6. b) Der arme Jude „Schmuÿle“
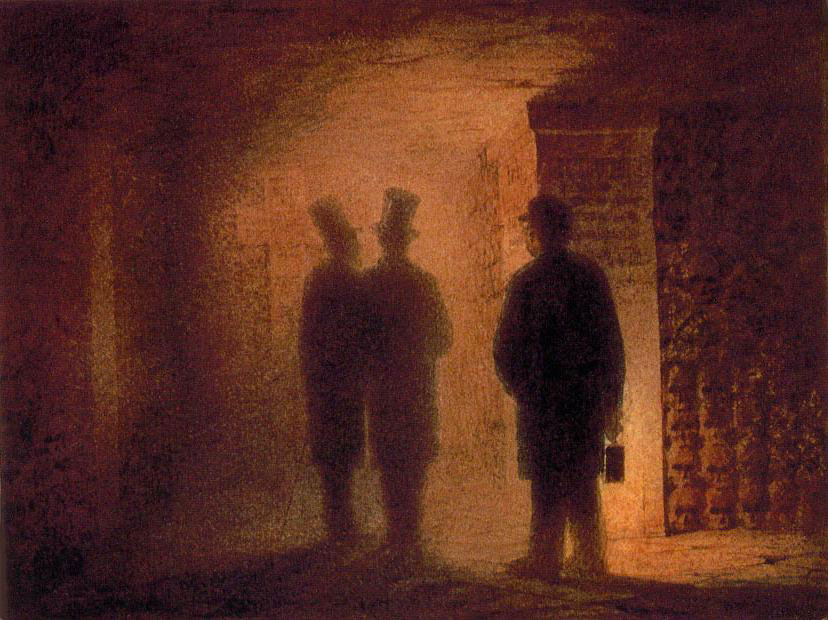
8. Catacombae – con mortuis in lingua mortua, Aquarell von Viktor Hartmann
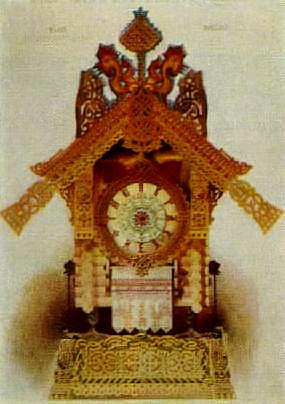
9. Die Hütte auf Hühnerfüßen, Entwurf für eine Uhr in Form der Hütte der Baba Jaga von Viktor Hartmann
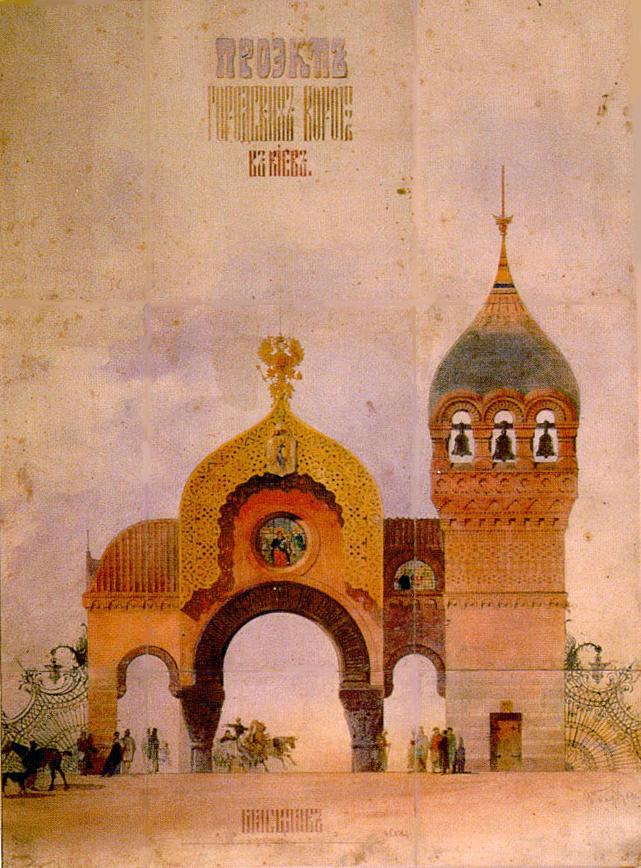
10. Das Bogatyr-Tor in Kiew, Entwurf zu einem Stadttor von Kiew

## Einspielungen der Manuskriptfassung
Lars David Kellner veröffentlichte 2010 auf seiner Mussorgsky-CD das Stück „Gnomus“ in der Manuskript-Fassung des Komponisten (Ersteinspielung).
2014 veröffentlichte der russische Pianist Andrej Hoteev eine neue CD-Einspielung von „Bilder einer Ausstellung“ nach Originalmanuskripten aus der Russischen Nationalbibliothek St. Petersburg, die laut seiner Forschung zahlreiche wesentliche Abweichungen zu anderen Notenausgaben enthält. Im CD-Beiheft sind die wichtigsten Abweichungen anhand von Abbildungen aus den Manuskripten nachvollziehbar dokumentiert. Die Presse schildert den Eindruck der expressiven Kraft, der Dynamik, des Farbenreichtums und der Intensität des Originals.

## Bearbeitungen
Es wird vielfach bemerkt, dass dieser Klavierzyklus geradezu nach einer Orchesterfassung verlange, entsprechend vielfältig sind die Versionen. In der Folge blieben auch andere Bearbeitungen nicht aus.
Bereits Nikolai Rimski-Korsakow, ebenfalls Mitglied der „Gruppe der Fünf“, instrumentierte zwei Sätze des Werks. Dieser Umstand gab immer wieder Anlass zu Spekulationen, inwieweit auch Mussorgski selbst über eine orchestrale Fassung nachgedacht haben könnte. Es ist aber nicht einmal belegt, dass sich Rimski-Korsakow Mussorgski dazu mitgeteilt hat. 1891 veröffentlichte der Rimski-Korsakow-Schüler Michail Tuschmalow die früheste Instrumentation, enthält jedoch nur eine Satzauswahl von sieben Bildern.
1922 bearbeitete Maurice Ravel im Auftrag von Sergei Kussewizki, Dirigent des Pariser „Concerts Symphoniques“, das Werk für Orchester. Er ließ die fünfte Promenade weg. Mit dieser bekanntesten Fassung fand das Werk weltweit Beachtung.
Der japanische Gitarrenvirtuose Kazuhito Yamashita arrangierte 1980 die Bilder einer Ausstellung für die Konzertgitarre.
Zu den Pop-Adaptionen zählen Pictures at an Exhibition von Emerson, Lake and Palmer (1971), Pictures at an Exhibition von Isao Tomita (1975) sowie Pictures at an Exhibition von Mekong Delta (1997) und Pictures at an Exhibition (Solar Project) (2024).
Es existieren auch verschiedene Fassungen für Orgel, u. a. von Jean Guillou, Carsten Wiebusch, Frank Volke und Jonathan Scott.

## Einspielungen der Orchesterfassungen (Auswahl)
- Orchesterfassung von Maurice Ravel (1922): Philadelphia Orchestra, Leitung: Riccardo Muti, Philips, 1992
- Orchesterfassung von Leopold Stokowski (1939): Cleveland Orchestra, Leitung: Oliver Knussen, Deutsche Grammophon, 2004
- Orchesterfassung von Sergej Gortschakow (1955): London Philharmonic Orchestra, Leitung: Kurt Masur, Warner Classics, 1991
- Orchesterfassungen von Leo Funtek & Sergej Gortschakow (1922/1955): Toronto Symphony Orchestra, Leitung: Jukka-Pekka Saraste, Apex, 1996
- Orchesterfassung von Vladimir Ashkenazy (1982): Philharmonia Orchestra, Leitung: Vladimir Ashkenazy, Decca, 1983

## Besetzung der Orchesterfassung von Maurice Ravel
- 3 Flöten (2.+3. auch Piccolo), 3 Oboen (3. auch Englischhorn), 2 Klarinetten (beide: B+A), 1 Bassklarinette (B+A), 2 Fagotte, 1 Kontrafagott, 1 Altsaxophon (Es)
- 4 Hörner (F), 3 Trompeten (C), 3 Posaunen, 1 Tuba
- Pauken, Schlagwerk (Triangel, Kleine Trommel, Peitsche, Ratsche, Becken, Große Trommel, Tamtam), Glockenspiel, Xylophon, Röhrenglocke oder Kirchenglocke (nur Es)
- Celesta
- 2 Harfen
- Streicher